# Max Bolkart
Max Bolkart (ur. 29 lipca 1932 w Oberstdorfie, zm. 26 kwietnia 2025 tamże) – niemiecki skoczek narciarski, zwycięzca 8. Turnieju Czterech Skoczni, trzykrotny olimpijczyk (1956, 1960, 1964), czterokrotny mistrz Niemiec (1956, 1957, 1958, 1964).

## Życiorys
W młodości chciał uprawiać narciarstwo alpejskie. Ze względu na drobną budowę ciała musiał jednak zmienić plany i rozpoczął trenowanie skoków narciarskich, gdzie niska waga ciała była zaletą. Bolkart stał się jednym z lepszych skoczków lat pięćdziesiątych i sześćdziesiątych XX wieku. Czterokrotnie zdobywał mistrzostwo Niemiec – w 1956, 1957, 1958 oraz 1964 roku.
26 stycznia 1956 roku podczas zimowych igrzysk olimpijskich w Cortinie d’Ampezzo zajął czwarte miejsce w konkursie skoków na skoczni dużej, tracąc do zwycięzcy 4,5 punktu, a do podium 2,5. 30 grudnia 1959 roku w Oberstdorfie wygrał zawody podczas pierwszego konkursu Turnieju Czterech Skoczni 1959/1960. Zwycięstwo odniósł także w dwóch kolejnych konkursach – 1 stycznia 1960 roku w Garmisch-Partenkirchen i 3 stycznia 1960 roku w Innsbrucku. W czwartym konkursie turnieju, 6 stycznia 1960 roku w Bischofshofen zajął piąte miejsce. Odniósł triumf w klasyfikacji końcowej. 18 lutego 1960 roku na igrzyskach olimpijskich w Squaw Valley zajął szóstą pozycję. 28 grudnia 1962 roku w Oberstdorfie zajął drugą lokatę w zawodach Turnieju Czterech Skoczni, przegrywając jedynie z Toralfem Enganem. 1 stycznia 1963 roku w Garmisch-Partenkirchen zajął trzecie miejsce.
Wziął udział w dwóch edycjach mistrzostw świata w narciarstwie klasycznym. W 1958 roku w Lahti zajął w konkursie skoków 23. miejsce, a cztery lata później w Zakopanem był 9. na skoczni dużej i 30. na normalnej.
Brał także udział w Tygodniach Lotów Narciarskich (za loty wówczas uważane były skoki 120-metrowe). Zaliczył w tym cyklu dwa miejsca na podium: 2. miejsce w Oberstdorfie w 1955 roku oraz 3. w Planicy w 1957 roku. W zawodach przedolimpijskich w Cortina d’Amprezzo (1955) zajął 2. miejsce.
W 1968 pojechał na igrzyska do Grenoble, gdzie podczas konkursów olimpijskich pełnił rolę przedskoczka. Po zakończeniu kariery był trenerem, szefem ośrodka skoków narciarskich w Oberstdorfie oraz mechanikiem w elektrowni.

## Osiągnięcia

### Igrzyska olimpijskie
| Miejsce | Dzień       | Rok  | Miejscowość       | Konkurs                         | Skok 1 | Skok 2 | Skok 3 | Nota      | Strata   | Zwycięzca        |
| ------- | ----------- | ---- | ----------------- | ------------------------------- | ------ | ------ | ------ | --------- | -------- | ---------------- |
| 4.      | 5 lutego    | 1956 | Cortina d’Ampezzo | skocznia duża indywidualnie     | 80,0 m | 81,5 m | –      | 222,5 pkt | 4,5 pkt  | Antti Hyvärinen  |
| 6.      | 28 lutego   | 1960 | Squaw Valley      | skocznia duża indywidualnie     | 87,5 m | 81,0 m | –      | 212,6 pkt | 11,1 pkt | Helmut Recknagel |
| 37.     | 31 stycznia | 1964 | Innsbruck         | skocznia normalna indywidualnie | 69,5 m | 72,5 m | 70,0 m | 191,5 pkt | 38,4 pkt | Veikko Kankkonen |

### Mistrzostwa świata
| Miejsce | Dzień     | Rok  | Miejscowość | Konkurs                         | Skok 1 | Skok 2 | Skok 3 | Nota      | Strata   | Zwycięzca        |
| ------- | --------- | ---- | ----------- | ------------------------------- | ------ | ------ | ------ | --------- | -------- | ---------------- |
| 23.     | 9 marca   | 1958 | Lahti       | skocznia duża indywidualnie     | 67,5 m | 56,5 m | –      | 192,5 pkt | 32,0 pkt | Juhani Kärkinen  |
| 30.     | 21 lutego | 1962 | Zakopane    | skocznia normalna indywidualnie | 58,0 m | 67,0 m | 71,0 m | 195,0 pkt | 28,6 pkt | Toralf Engan     |
| 9.      | 25 lutego | 1962 | Zakopane    | skocznia duża indywidualnie     | 91,0 m | 96,5 m | 91,5 m | 216,0 pkt | 25,4 pkt | Helmut Recknagel |

### Turniej Czterech Skoczni
| Edycja | Rok       | Oberstdorf | Garmisch-Partenkirchen | Innsbruck | Bischofshofen | Klasyfikacja |
| ------ | --------- | ---------- | ---------------------- | --------- | ------------- | ------------ |
| 2.     | 1953/1954 | 16         | 28                     | –         | –             | –            |
| 3.     | 1954/1955 | 9          | 22                     | 3         | 12            | 10           |
| 4.     | 1955/1956 | 4          | 7                      | 3         | –             | –            |
| 5.     | 1956/1957 | 6          | 7                      | 3         | 11            | 3            |
| 6.     | 1957/1958 | 13         | 6                      | 6         | 5             | 7            |
| 7.     | 1958/1959 | 26         | 19                     | 18        | 8             | 14           |
| 8.     | 1959/1960 | 1          | 1                      | 1         | 5             | 1            |
| 9.     | 1960/1961 | 12         | 11                     | –         | –             | –            |
| 10.    | 1961/1962 | 42         | 4                      | 6         | 11            | 10           |
| 11.    | 1962/1963 | 2          | 3                      | 8         | 5             | 3            |